# Incendies de Californie d'octobre 2007

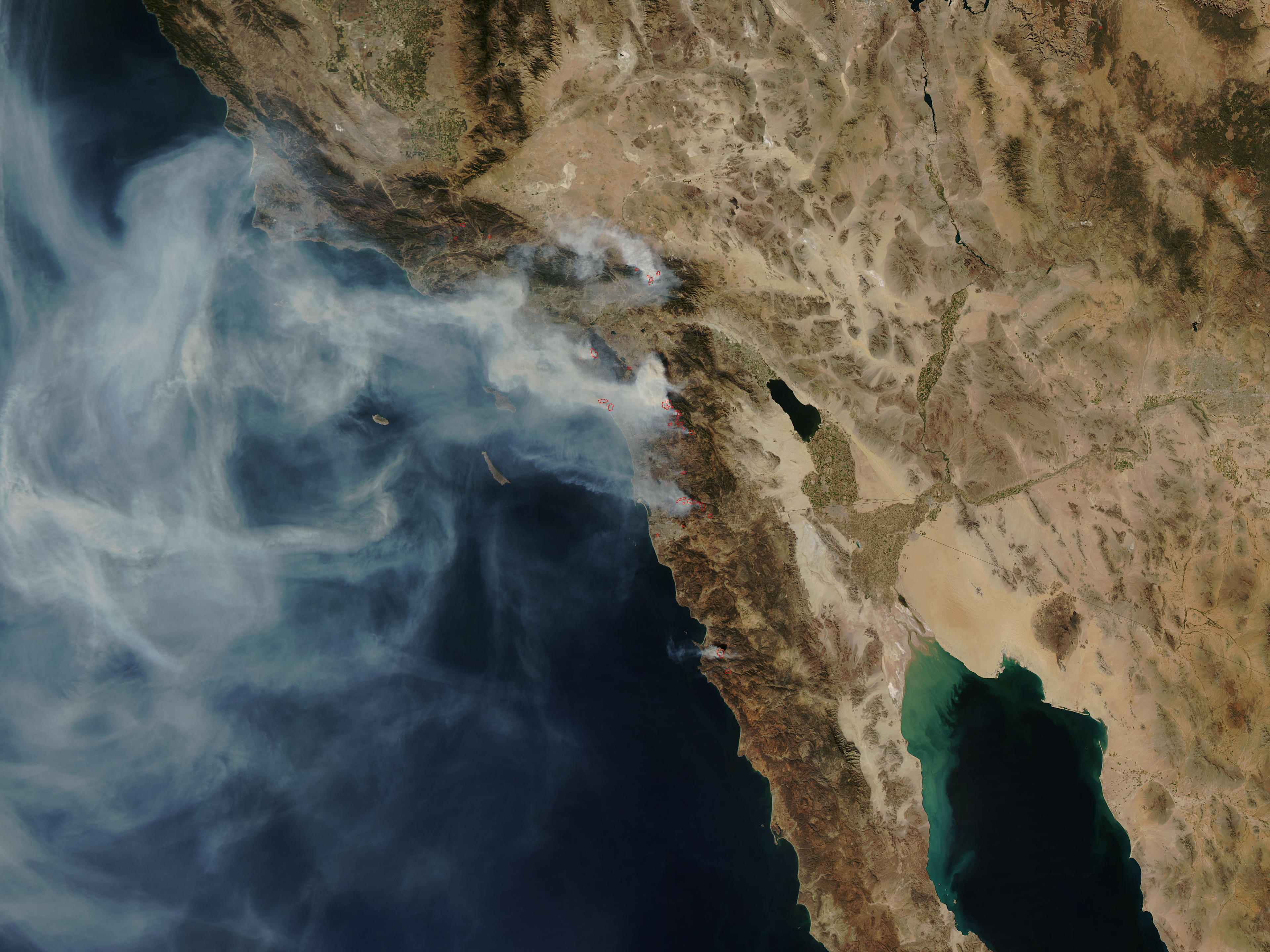
Photo satellite de la NASA prise le 24 octobre 2007, montrant les zones d'incendie et les panaches de fumée des feux

Les incendies de Californie d'octobre 2007 sont une série de feux de forêts qui se sont déclenchés le 20 octobre en Californie du Sud. Au moins 1 500 bâtiments ont été détruits par les flammes,, et plus de 2 000 km² de terre ont brûlé du Comté de Santa Barbara jusqu'à la frontière mexicaine. Le 24 octobre, 18 feux actifs brûlaient dans la région. 14 décès ont été directement causés par l'incendie, 85 personnes ont été blessées, dont au moins 61 pompiers. Le 6 novembre 2007, les autorités déclarèrent que tous les feux étaient sous contrôle.
Le Gouverneur de Californie, Arnold Schwarzenegger, a déclaré l'état d'urgence dans sept comtés californiens durant les incendies. Le Président George W. Bush a déclaré l'urgence dans tout l'État et a ordonné la mise en place d'une aide fédérale pour assister les efforts effectués dans l'État et au niveau local. Plus de 6 000 pompiers ont œuvré à éteindre les incendies, aidés par des unités de la Garde nationale des États-Unis et des Forces armées des États-Unis, près de 3 000 prisonniers ayant commis des crimes sans violence, et 60 pompiers des villes mexicaines de Tijuana et Tecate.
Les facteurs principaux évoqués permettant d'expliquer l'ampleur de ces incendies sont la sécheresse qui sévit en Californie du sud, le temps chaud, et la vitesse inhabituelle des Vents de Santa Ana dont les rafales ont atteint jusqu'à 140 km/h ; toutefois, les causes sont multiples. Un incendie a été déclenché par des pyromanes. Plusieurs ont été causés par la chute de lignes à haute tension.

## Feux

### Comté de San Diego
Le comté de San Diego a été touché par les deux plus grands incendies, au niveau de la superficie. Le premier, le Witch (Creek) Fire, a brûlé une zone importante au nord et au nord-est de San Diego. Le second, le Harris Fire, a touché le nord-ouest de la frontière mexicaine à San Diego. Des évacuations obligatoires eurent lieu dans les régions directement menacées, des évacuations volontaires préventives furent organisées dans les régions se trouvant sur le chemin prévu des incendies. Le 24 octobre 2007, le Sheriff du comté, Bill Kolender, déclara que le nombre de personnes évacuées dans le comté avait dépassé le nombre d'évacués au cours de l'Ouragan Katrina à La Nouvelle-Orléans, en Louisiane, en 2005. En effet, deux jours après le début des incendies, approximativement 500 000 personnes habitant au moins 346 000 maisons, reçurent l'obligation d'évacuer, ce qui représente la plus grande évacuation de l'histoire de la région,. Le Qualcomm Stadium, de nombreuses écoles, des églises et des bâtiments publics des environs servirent de sites d'évacuation, organisés sous la direction de la Croix-Rouge américaine. Selon des estimations officielles, 10 000 personnes étaient rassemblées au Qualcomm. Des volontaires s'y chargèrent de la distribution de vivres, de couvertures, d'eau, de jouets pour les enfants ; un concert de rock and roll fut également organisé. Presque toutes les écoles et universités publiques de la région de San Diego furent fermées, ainsi que de nombreuses entreprises. Pour permettre aux véhicules d'urgence de circuler sans problème, le maire de San Diego, Jerry Sanders, demanda aux habitants de rester chez eux.
Le 23 octobre, en fin d'après-midi, plusieurs évacuations furent suspendues, ce qui permit à environ 50 000 personnes des municipalités de Del Mar, Chula Vista, Poway, et de plusieurs quartiers de San Diego, dont Del Mar Heights et Scripps Ranch,,.
Les responsables du zoo de San Diego déclarèrent que ses 3 500 animaux étaient plus en sécurité en restant dans leurs enclos, où ils étaient protégés par le système anti-incendie du parc et par la présence de zones irriguées : au cas où les conditions climatiques se dégraderaient, les animaux pourraient se réfugier près des points d'eau. Cependant, beaucoup d'animaux en danger d'extinction, par exemple le condor de Californie, furent pris en charge dans l'hôpital vétérinaire du parc, lequel résiste au feu et est pourvu d'extincteurs. Yadira Galindo, porte-parole du parc, affirma que les animaux étaient alertés mais ne présentaient pas de réelle inquiétude dans leur comportement.
Selon les données fournies par CAL FIRE et des media indépendants, le 31 octobre à 8:08 a.m. PDT, les incendies suivants ont eu lieu dans le comté de San Diego, :
| Nom de l'incendie           | Date / heure            | Superficie touchée | Édifices détruits                                                                            | Blessés                       | Confinement         |
| --------------------------- | ----------------------- | ------------------ | -------------------------------------------------------------------------------------------- | ----------------------------- | ------------------- |
| Witch (Creek)               | 21 octobre à 11:00 a.m. | 801 km2            | 1040 maisons 414 dépendances 239 véhicules 70 maisons endommagées 25 dépendances endommagées | 2 morts 39 pompiers 2 civils  | 100 %               |
| Harris                      | 21 octobre à 9:30 a.m.  | 366 km2            | 206 maisons 252 dépendances 253 structures endommagées                                       | 5 morts 34 pompiers 21 civils | 100 %               |
| Poomacha (Palomar Mountain) | 23 octobre à 3:13 a.m.  | 203,06 km2         | 143 maisons 77 dépendances                                                                   | 21 pompiers                   | 85 %                |
| Horno/Ammo                  | 24 octobre              | 85,32 km2          |                                                                                              | 6 pompiers                    | 100 %               |
| Rice                        | 22 octobre à 4:16 a.m.  | 36,4 km2           | 206 maisons 2 propriétés commerciales 40 dépendances                                         | 5 pompiers                    | 100 %               |
| McCoy                       | 21 octobre              | 1,21 km2           | 1 residence 1 dépendance                                                                     |                               | 100 %               |
| Coronado Hills              | 22 octobre à 1:50 a.m.  | 1,01               | 2 dépendances                                                                                |                               | 100 % le 22 octobre |
| Wilcox                      | 23 octobre              | 0,4 km2            |                                                                                              |                               | 100 %               |

### Witch Fire

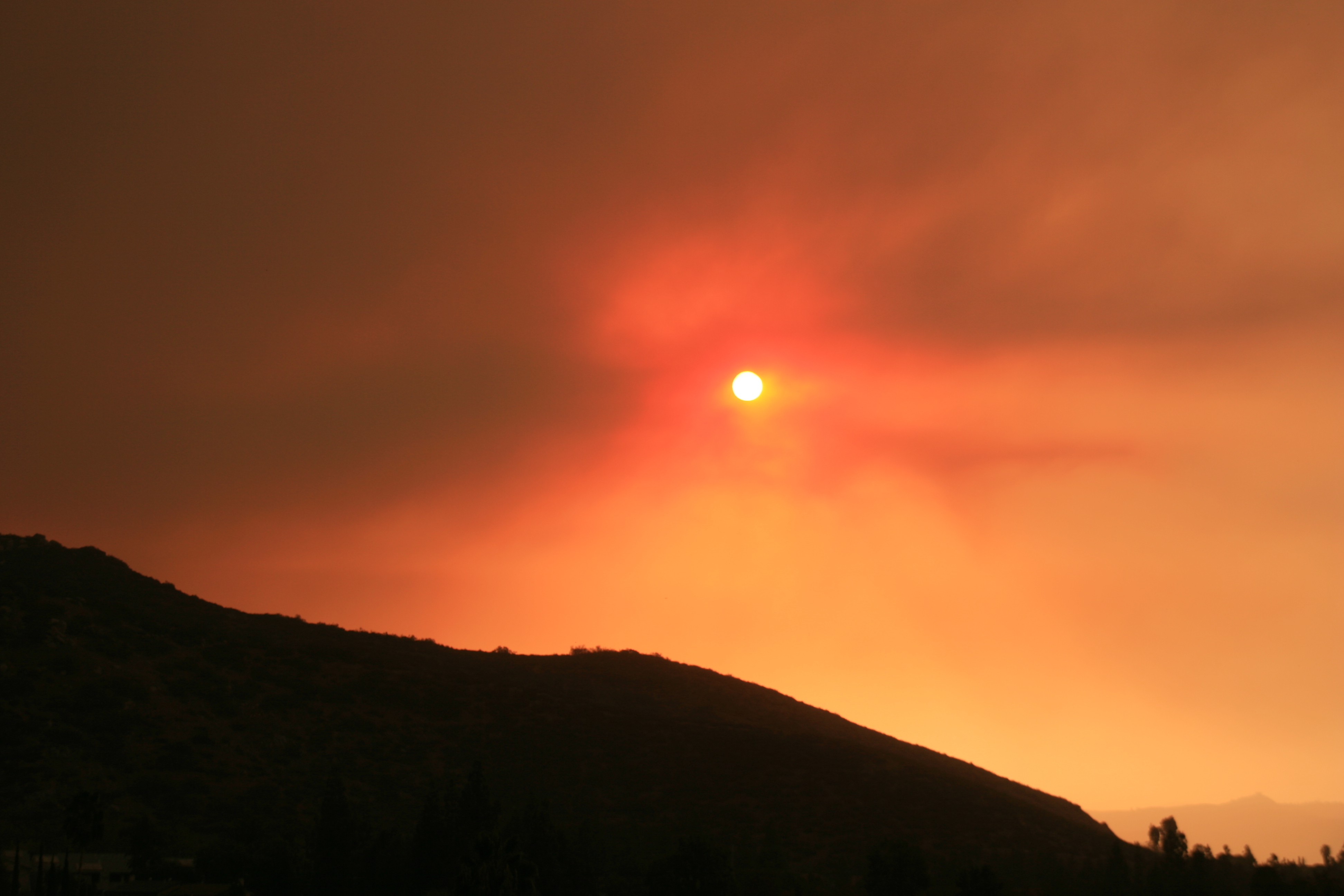
Lever du soleil le 22 octobre 2007 près de San Diego

Le Witch Creek Fire, aussi connu sous le nom de Witch Fire, est le feu le plus important des incendies d'octobre 2007. Des centaines de milliers d'habitants furent informés de l'évacuation grâce au système de Reverse 911. Cette évacuation eut lieu presque quatre ans jour pour jour après le Cedar Fire de 2003. Toutes les personnes habitant au sud de la Del Dios Highway, au nord de la Sorrento Valley Road, à l'ouest de l'Interstate 15 et à l'est de l'Interstate 5 reçurent l'ordre d'évacuer. Le 22 octobre à 21h30 un communiqué du site de la municipalité de Del Mar conseillait fortement à tous les habitants d'évacuer,. L'évacuation fut aussi ordonnée pour le quartier de Scripps Ranch, et spécifiquement pour toute la zone « au sud de la Scripps Poway Parkway, au nord de MCAS Miramar, à l'est de l'Interstate 15 et à l'ouest de la Highway 67 ». La réserve amérindienne de Mesa Grande fut elle aussi évacuée en raison de l'incendie. L'évacuation fut également conseillée aux habitants de la réserve de Barona, sans caractère obligatoire toutefois. À approximativement 1h00 le 23 octobre, un feu se déclencha près de l'extrémité sud du Wildcat Canyon, où l'incendie de 2003 avait causé de nombreux décès et destructions. L'évacuation y fut également ordonnée, et la route fut fermée.

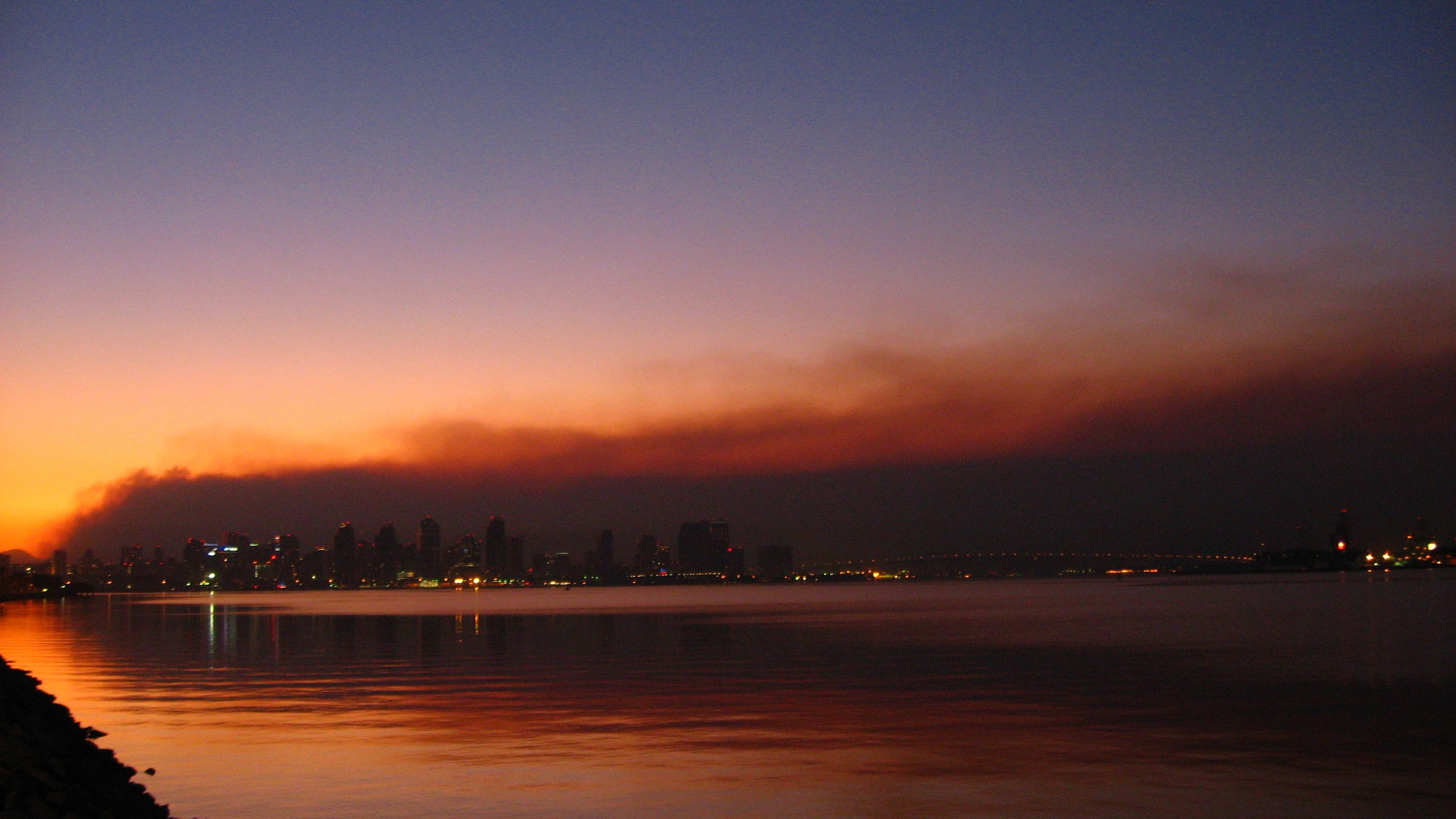
Nuages de fumées sur San Diego le 23 octobre 2007

Le feu commença dans le Witch Creek Canyon près de Santa Ysabel et atteignit rapidement Ramona, Rancho Bernardo, Poway et Escondido. À partir de là il traversa l'Interstate 15 et continua vers l'ouest, causant des dommages considérables aux communautés de Lake Hodges, 4S Ranch, Del Dios et Rancho Santa Fe.
Les vents de Santa Ana poussèrent l'incendie à l'ouest vers la côte. William B. Kolendar, le Sheriff du comté, déclara alors que cet incendie pourrait bien se révéler plus important que celui de Cedar en 2003. Les communautés côtières furent donc évacuées alors que le feu gagnait l'ouest, cependant les changements de direction des vents permirent à ces régions de ne pas être directement menacées.

### Comté d'Orange
L'incendie criminel de Santiago a démarré près des communautés de Santiago Canyon et de Silverado, dans le comté d'Orange, le 21 octobre 2007 et a brûlé environ 115 km2. les flammes ont menacé environ 750 maisons parsemées dans les canyons de la région, dont Santiago, Silverado Canyon, Live Oak Canyon, Holy Jim Canyon, Modjeska Canyon, et Trabuco Canyon, entre autres. Il a été contenu le 9 novembre par le travail de 1 100 pompiers. Selon Mike Rohde de la Orange County Fire Authority, c'est parce que le vent est resté normal que les dégâts ont été limités.

## Vent et météo

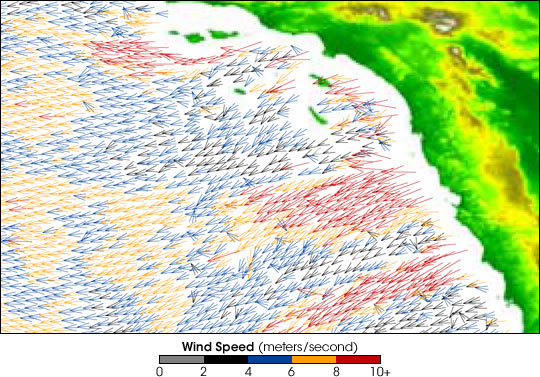
Image QuikSCAT de 2002 montrant la vitesse des vents de Santa Ana (en m/s)

Les feux ont eu lieu dans une région très sèche et ont été renforcés par les vents saisonniers de Santa Ana. Selon le San Diego Union Tribune, ce sont ces vents, « soufflant jusqu'à 96 km/h, combinés avec des températures avoisinant les 32 °C, qui ont créé les pires conditions d'apparition d'incendies possibles, ». De plus, la Californie du Sud était alors au milieu d'une sécheresse inhabituelle : Los Angeles a reçu seulement 82 mm de précipitations durant l'intégralité de la saison des pluies 2006-2007, ce qui représente un record.

## Impact

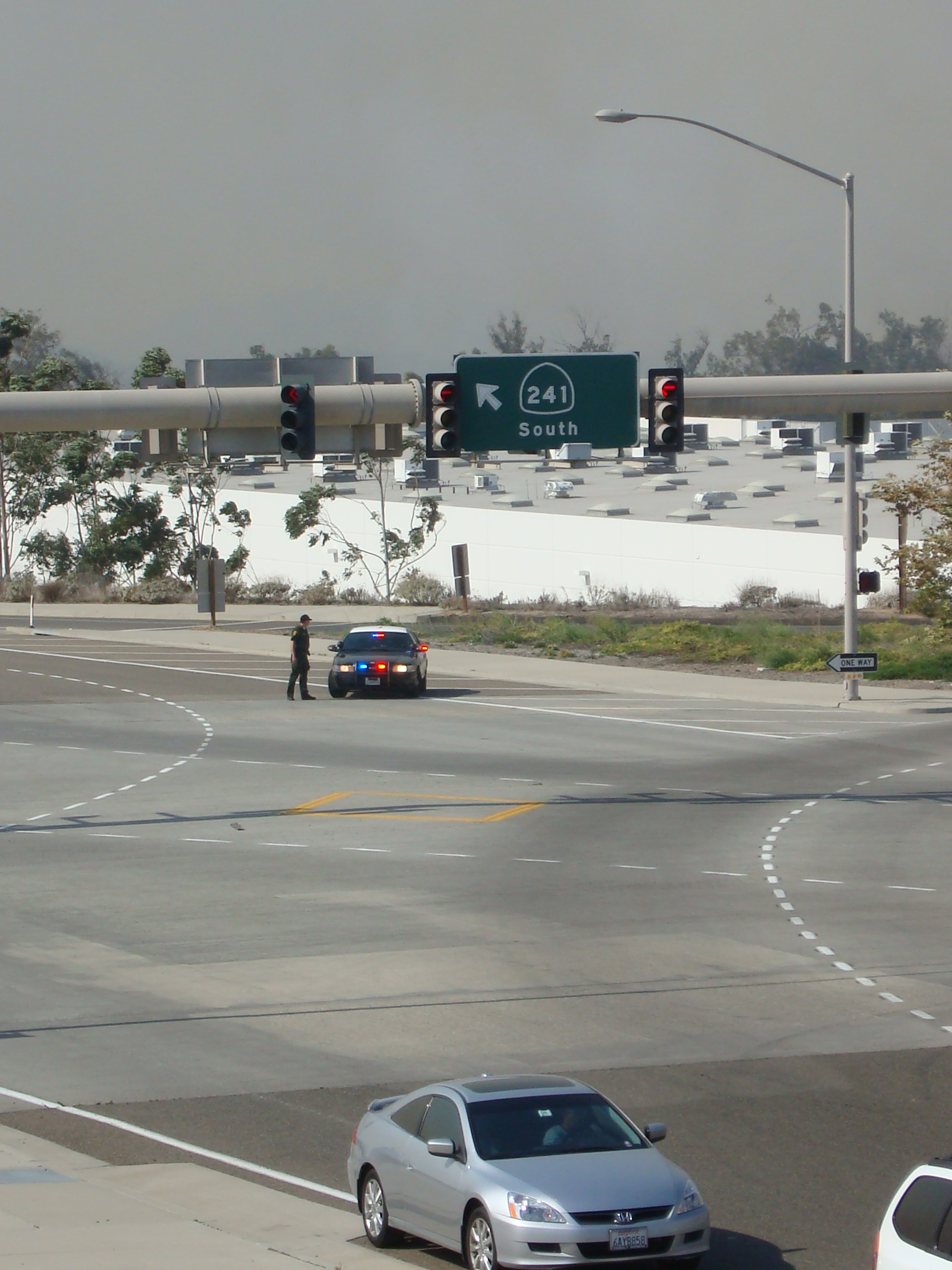
La California Highway 241 fermée à cause des feux

Le 21 octobre, le Harris Fire endommagea et désactiva le Southwest Power Link, une ligne électrique de 500 000 volt reliant l'Arizona à San Diego. Des pannes d'électricité furent signalées à Los Angeles, Orange, San Diego, et dans plusieurs comtés, le 22 octobre : 333 500 clients d'Edison en Californie du Sud furent touchées. Le courant fut restauré, dans la plupart des cas, en moins de 24 heures. Ojai, Oxnard, Simi Valley, Santa Clarita, Thousand Oaks, Agoura Hills, Rialto, Fontana, San Bernardino, Rancho Cucamonga, Mira Loma, Hesperia, Corona, Bloomington, Irvine, Calimesa, Rubidoux et Malibu furent également touchées : la panne concerna 230 personnes dans cette dernière ville. Le California Independent System Operator Corp, ou California ISO, déclara une situation d'urgence pour la transmission de l'énergie le 23 octobre, en raison des incendies. Les lignes à haute tension de 500 000, 230 000 et 138 000 volt furent désactivées à San Diego et dans d'autres localités. Durant la crise, le Mexique fournit de l'électricité à la région de San Diego. Plusieurs autoroutes et routes furent fermées durant les incendies, dont l'Interstate 5. Amtrak dut stopper son service ferroviaire Pacific Surfliner entre Oceanside et San Clemente.
D'après les autorités les évacuations, qui concernèrent plus de 900 000 personnes, sont les plus importantes de l'histoire de la Californie. Les travailleurs migrants furent largement négligés au cours de la crise, recevant peu d'aide lorsqu'ils fuyaient les incendies, ou étant arrêtés alors qu'ils demandaient assistance. Certains pompiers mexicains se déclarèrent préoccupés par leurs compatriotes, alors que d'autres considéraient que les travailleurs migrants étaient conscients des risques qu'ils prenaient. 
Plusieurs cas de pillage eurent lieu durant les incendies : six immigrants clandestins furent arrêtés pour le vol d'approvisionnement du Qualcomm Stadium, un autre fut arrêté pour vol après avoir été trouvé en possession de biens volés, dans la zone de l'incendie de Jamul, et deux autres personnes furent arrêtées pour vol près du poste frontalier de Tecate.

### Emissions de gaz carbonique
La quantité de gaz carbonique émis au cours de cet incendie a été estimée à environ 8 millions tonnes sur la seule semaine du 19 au 26 octobre.

#### Information gouvernementale
- « State of California Consolidated Report on Fires »(Archive.org • Wikiwix • Archive.is • Google • Que faire ?)
- San Diego County: Emergency Information
- City of San Diego: Emergency Fire Information
- « National Interagency Fire Center »(Archive.org • Wikiwix • Archive.is • Google • Que faire ?) (consulté le 8 avril 2013)
- AIRNow: Air Quality Overview